# Ulrich Schreck
Ulrich Schreck (n. 11 martie 1962, Tauberbischofsheim, Republica Federală Germania, Germania) este un fost scrimer specializat pe floretă, care a reprezentat mai întâi Germania de Vest, iar apoi Germania.
A fost laureat cu o medalie de aur pe echipe și o medalie de argint pe echipe la Jocurile Olimpice din 1992 și respectiv la cele din 1988. A fost și vicecampion mondial la individual în 1981 și 1982, categoria juniori, iar campion mondial pe echipe în 1987. În prezent este antrenorul național al echipei masculin a Germaniei.
A fost căsătorit cu floretista germană de origine română Monica Weber.

## Legături externe
- en Ulrich Schreck la Olympedia.org